# Bancoumana
Bancoumana es una localidad y comuna del círculo de Kati, región de Kulikoró, Malí. Su población era de 21.714 habitantes en 2009.